# Den 2 maj 1808 i Madrid: striden med mamlukerna
Den 2 maj 1808 i Madrid: striden med mamlukerna (spanska: El 2 de mayo de 1808 en Madrid, or La lucha con los mamelucos or La carga de los mamelucos) är en oljemålning av den spanske konstnären Francisco de Goya från 1814. Den är utställd på Pradomuseet i Madrid.
Målningen skildrar den spanska Dos de Mayo-revolten efter den franska invasionen av Spanien 1808. På Calle de Alcalá i närheten av Puerta del Sol i centrala Madrid drabbade spanska upprorsmän samman med mamluker ur det franska kejserliga gardet. Fransmännen slog ner revolten och dagen därpå avrättades upprorsmännen på flera ställen i staden, vilket Goya skildrade i Den 3 maj 1808 i Madrid: arkebuseringen. Den misslyckade revolten blev dock startskottet för det spanska självständighetskriget som var en del av Napoleonkrigen. 

Goyas Den 3 maj 1808 i Madrid: arkebuseringen från 1814, också utställd på Pradomuseet.

De brutaliteter Goya bevittnade väckte så småningom en häftig reaktion hos honom och för att hedra minnet av dessa män samt till åminnelse av de ”heroiska händelser och scener under vårt ärorika uppror mot Europas tyrann” målade Goya 1814 dessa två målningar. De båda målningarna var beställningar från den spanska regeringen genom den liberale kardinalen Luis María de Borbón y Vallabriga, som var regeringens företrädare fram till Ferdinand VII:s återkomst. Det var Goya själv som hade föreslagit beställningarna för kardinalen och regeringen. Troligen föreslog Goya dessa målningar för att förbättra sin relation till Ferdinand VII, som var på väg tillbaka till den spanska tronen, och därmed försäkra sig om en stadig inkomst.
Målningen skadades svårt i samband med att den 1937, under spanska inbördeskriget, fördes från Madrid till Genève. 